# Маркучи (Мачерата)
Маркучи (итал. Marcucci) насеље је у Италији у округу Мачерата, региону Марке.
Према процени из 2011. у насељу је живело 17 становника. Насеље се налази на надморској висини од 545 м.